# کاپله ان‌دن ایسل
شهر کاپله ان‌دن ایسل (به هلندی: Capelle aan den IJssel) در هلند جنوبی در کشور هلند واقع شده‌است. جمعیت این شهر ۶۵٫۱۱۳ نفر  است.